# Seznam kolumbijskih politikov
Seznam kolumbijskih politikov.

## A
- Manuel Ancízar
- Andrés Pastrana Arango
- Jacobo Arenas

## B
- Belisario Betancur (1923–2018)
- Íngrid Betancourt

## C
- Juan Martín Caicedo
- Jaime Caycedo

## D
- Iván Duque Márquez

## G
- Luis Eduardo Garzón
- Jorge Eliécer Gaitán
- César Gaviria Trujillo
- Álvaro Gómez Hurtado
- Laureano Gómez
- Efraín Guzmán (Noel Matta Matta-Guzmán)

## H
- Hernandez

## I
- Jorge Isaacs

## L
- Indalecio Liévano Aguirre (1917–1982)
- Alberto Lleras Camargo
- Carlos Lleras Restrepo
- Rodrigo Londoño Echeverri (Timoleón Jiménez - "Timochenko")
- Alfonso López Pumarejo
- Alfonso López Michelsen (1913–2007)
- Claudia López Hernández

## M
- Antanas Mockus
- Tomás Cipriano de Mosquera

## N
- Rafael Núñez

## P
- Andrés Pastrana Arango (1954)
- Misael Pastrana Borrero (1923–1997)
- Gustavo Petro (Gustavo Francisco Petro Urrego)
- Francisco de Paula Santander
- Teodoro Petkoff Malec

- Gustavo Petro

## R
- Raúl Reyes
- Iván Ríos
- Miguel Ángel Rodríguez Echeverría (1940)
- Gustavo Rojas Pinilla

## S
- José María Samper
- Ernesto Samper Pizano (1950)
- Guillermo León Sáenz Vargas (Alonso Cano)
- Juan Manuel Santos Calderón

## T
- Julio César Turbay Ayala (1916–2005)

## U
- Álvaro Uribe Vélez